# Ectyoplasia ferox
Ectyoplasia ferox är en svampdjursart som först beskrevs av Duchassaing och Giovanni Michelotti 1864.  Ectyoplasia ferox ingår i släktet Ectyoplasia och familjen Raspailiidae. Inga underarter finns listade i Catalogue of Life.